# 린다 맨즈

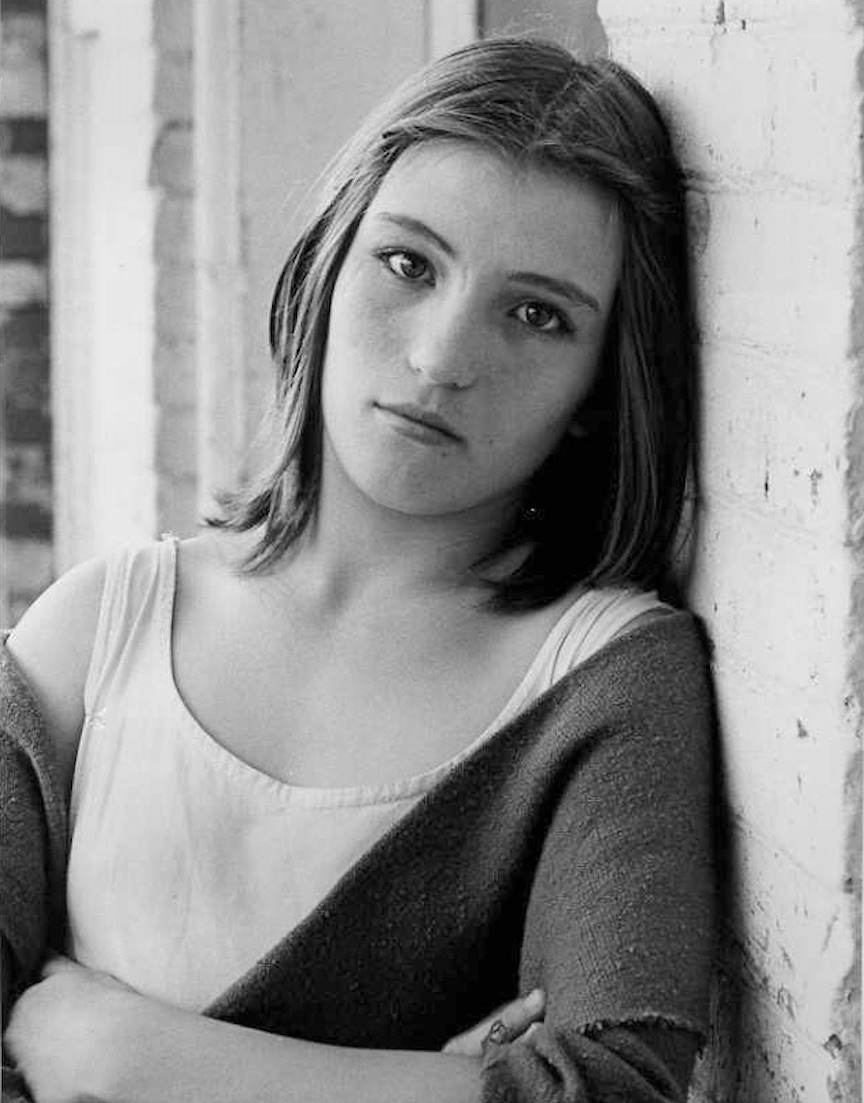

린다 맨즈(Linda Manz, 1961년 8월 20일 ~ 2020년 8월 14일)는 미국의 배우, 영화배우이다.
뉴욕에서 태어났다.

## 영화
- 버디 보이 (1999년)
- 구모 (1997년)
- 롱숏 (1981년)
- 아웃 오브 블루 (1980년)
- 배회자 (1979년)
- 천국의 나날들 (1978년)